# Chiswick
Chiswick és una zona afluent de West London (Londres occidental), ubicada 9,5 km a l'oest de Charing Cross, que cobreix la part oriental del municipi d'Hounslow.

## Demografia
La població de la parròquia de Chiswick des de 1801 a 1951 és la següent.
| Any      | 1801  | 1811  | 1821  | 1831  | 1841  | 1851  | 1861  | 1871  | 1881   | 1891   | 1901   | 1911   | 1921   | 1931   | 1941 | 1951   |
| Població | 3.235 | 3.892 | 4.236 | 4.994 | 5.811 | 6.303 | 6.505 | 8.508 | 15.975 | 21.963 | 29.809 | 38.697 | 40.938 | 42.246 | n/a  | 41.207 |

La parròquia ocupava 1.120 acres (4,5 km²) el 1801, 1.245 acres (5,04 km²) el 1881 i 1.276 acres (5,16 km²) el 1951.

### Cens de 2001
La població dels districtes electorals del municipi d'Hounslow que correspon a Chiswick s'indica a continuació.
| Districte electoral | Total  | Masculins | Femenins |
| ------------------- | ------ | --------- | -------- |
| Chiswick Homefields | 10.290 | 4.942     | 5.348    |
| Chiswick Riverside  | 10.935 | 5.422     | 5.513    |
| Turnham Green       | 10.184 | 4.839     | 5.345    |
| Total               | 31.409 | 15.203    | 16.206   |

El percentatge de persones dels 3 grups ètnics blancs va ser de 85%, amb el 15% restant distribuïts en els altres dotze grups. 62,9% dels enquestats van declarar que eren cristians, el 27,7% no tenia cap religió o no van declarar la seva religió, i la resta es va repartir en altres religions. 2,4% van ser classificats com a "econòmicament actius, aturats".